# Atdhe Nuhiu
Atdhe Nuhiu (* 29. Juli 1989 in Pristina, SFR Jugoslawien, heute Kosovo) ist ein ehemaliger kosovarischer Fußballspieler auf der Position eines Stürmers, der auch die österreichische Staatsbürgerschaft besitzt.

## Karriere

### Als Spieler

#### Verein
Nuhiu begann seine Karriere bei der Sportunion-Ried im Traunkreis und wechselte 1999 zum FC Wels. Beim Regionalligisten absolvierte der Stürmer in der Saison 2007/08 30 Spiele und erzielte dabei elf Tore. Im Sommer unterschrieb er beim Bundesligisten SK Austria Kärnten. Sein Debüt in der Bundesliga gab Nuhiu am 25. Juli 2008 gegen LASK Linz. Er wurde in der 68. Minute für Manuel Weber eingewechselt und erzielte 15 Minuten später bereits sein erstes Bundesligator. Das Spiel endete 2:3. Ende August 2009 wechselte er leihweise zur SV Ried.
Am 7. Juni 2010 wechselte der großgewachsene Stürmer in die österreichische Bundeshauptstadt zum SK Rapid Wien, wo er einen Vertrag mit einer Laufzeit von drei Jahren unterschrieb, wobei er im Vertrag eine Option auf ein weiteres Jahr bei Rapid hat. Für Nuhiu, der in der laufenden Transferzeit vor der Saison 2010/11 die dritte Neuverpflichtung des SK Rapid Wien war, wurde nur eine geringe Ablösesumme an seinen Stammverein überwiesen.
Am 3. Juli 2012 gab der SK Rapid Wien bekannt, dass Nuhiu mit sofortiger Wirkung zum türkischen Süper-Lig-Verein Eskişehirspor wechselt. Zunächst wurde Nuhiu für ein Jahr verliehen, Eskişehirspor erhielt allerdings eine Kaufoption. Am 3. August 2012 erzielte er sein erstes Pflichtspieltor für den türkischen Verein. Er schoss das 1:1 in der 69. Spielminute gegen Olympique Marseille in der dritten Qualifikationsrunde zur UEFA Europa League 2012/13. Seinen ersten Treffer in der Turkcell Süper Lig erzielte er am 7. Dezember 2012. Er schoss in der 92. Spielminute das Tor zum 2:2 Endstand bei Beşiktaş Istanbul.
Im Juli 2013 wechselte Nuhiu aus der Türkei ablösefrei zum englischen Football-League-Championship-Verein Sheffield Wednesday, wo er in seinem ersten Pflichtspiel bei der 1:2-Heimniederlage gegen die Queens Park Rangers sein erstes Tor erzielte.
Ab dem 11. September 2020 war er nach einem ablösefreien Transfer beim zyprischen Erstligisten APOEL Nikosia unter Vertrag. Für APOEL kam er in der Saison 2020/21 zu 23 Einsätzen in der First Division, in denen er allerdings ohne Tor blieb. Zur Saison 2021/22 kehrte Nuhiu nach Österreich zurück und schloss sich dem SCR Altach an, bei dem er einen bis Juni 2023 laufenden Vertrag erhielt. Ende April 2023 wurde sein Vertrag um eine weitere Saison verlängert.

#### Nationalmannschaft
Nuhiu spielte zunächst für österreichische Jugendnationalauswahlen. Im März 2017 wurde er erstmals in den Kader der kosovarischen Nationalmannschaft berufen. Sein Debüt für die Kosovaren gab er in jenem Monat in einem WM-Qualifikationsspiel gegen Island. In diesem Spiel erzielte er sogar seinen ersten Treffer; er traf zum 1:2-Endstand.

### Als Trainer
Im Oktober 2024 beendete Nuhiu während der laufenden Saison 2024/25 seine Karriere und wurde Co-Trainer in Altach von Fabio Ingolitsch.